# كاو لو
كاو لو (بالصينية: 曹璐) هي مغنية صينية، ولدت في 30 أغسطس 1987 في زانغجياجي في الصين.

## وصلات خارجية
- كاو لو على موقع ميوزك برينز (الإنجليزية)
- كاو لو على موقع ديسكوغز (الإنجليزية)